# Antton Olariaga
Antton Olariaga Aranburu (n. Usúrbil, Guipúzcoa, 1946) es un dibujante vasco. 
Cursó sus estudios de artes aplicadas en Valencia primero, y en Bilbao después. Estando en Valencia, comenzó a publicar en el diario local Las Provincias; después, publicó en Cuadernos para el Diálogo.
Tras un breve periodo en el campo de la publicidad, comenzó a enviar trabajos de ilustración a la revista Zeruko Argia, en la que fue admitido. Trasladado a Bilbao para finalizar sus estudios artísticos, trabajó también en Anaitasuna. Fue uno de los primeros dibujantes del diario Egin, donde también colaboró con Juan Carlos Eguillor y Jon Zabaleta.

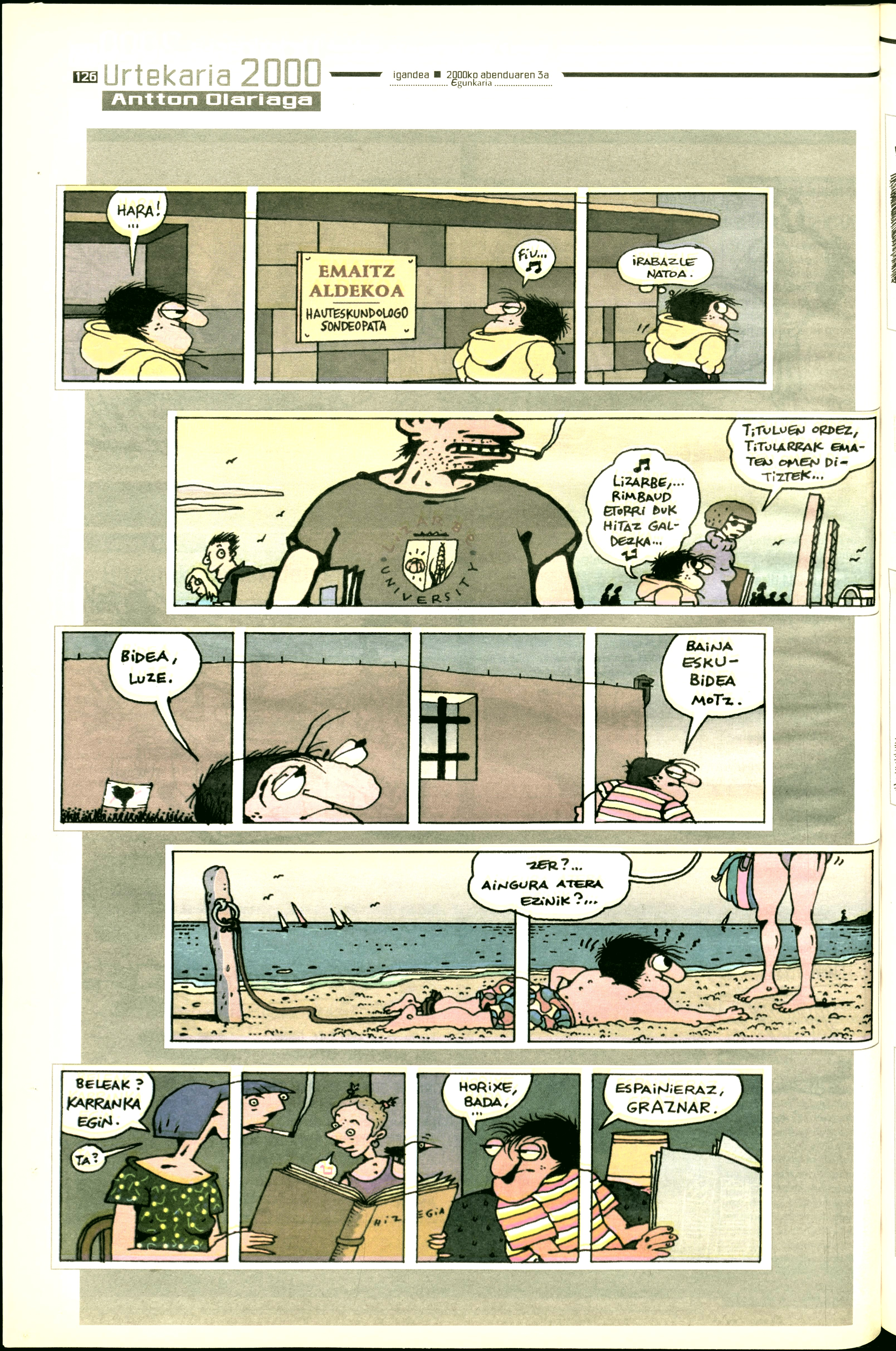
Publicación de Olariaga del 2000, en Euskaldunon Egunkaria.